# Abdulrahman Akkad
Abdulrahman Akkad, född i Aleppo den 17 maj 1998, är en syrisk bloggare och människorättsaktivist. Han bor i Berlin.

## Biografi
Akkad föddes 1998 i Aleppo i norra Syrien av syriska muslimska föräldrar av judiskt ursprung. Hans familj härstammar från sefardiska judar som var tvungna att lämna Spanien och Portugal och immigrerade till Syrien 1492. Akkad har tre bröder och en syster.
Med upptrappningen av händelserna och det syriska inbördeskriget tvingades Akkad och hans familj att lämna Syrien i juli 2013 eftersom de blev förföljda och efterlysta av den syriska regimen.

## Turkiet
Akkad kom till Istanbul i Turkiet med sin familj i juli 2013, han arbetade som översättare i callcenterföretag i staden och talar flytande turkiska. Hans far reste olagligt till Tyskland sommaren 2015. Akkad upptäckte sin sexuella läggning och började känna att han var konstig och inte som resten av familjen, han försökte begå självmord flera gånger. En psykolog gav honom stöd och hjälpte honom att acceptera sig själv. Han försökte få ett humanitärt visum från schweiziska konsulatet i Istanbul men fick avslag och bestämde sig då för att stanna i Turkiet. När han berättade för sin familj om sin sexuella läggning anklagade de honom för att vara sjuk och behöva behandling. En läkare i Turkiet gjorde en analundersökning, trakasserade honom sexuellt och skrev ut testosteron. Efter ett tag vägrade han ta testosteron eftersom det medförde depression. Hans bror slog  honom och han stängdes in i ett rum i två månader där han inte såg solljus och misshandlades och hotades till livet av sina släktingar. Senare lyckades han övertyga dem om att han inte längre var gay och tog sitt pass och 200 dollar och sprang till en väns hus.

## Asyl
Akkads vän föreslog att han skulle resa till Europa eftersom situationen i Turkiet är farlig för honom, särskilt eftersom Akkads familj har inflytande i Turkiet och för att de turkiska myndigheterna inte kommer att skydda honom från förtryck. Han reste då olagligt till Grekland i slutet av november 2015 och hans vän täckte hans resekostnader.
Akkad reste sedan via Makedonien, Serbien, Kroatien, Slovenien och Österrike till Tyskland där han den 5 december 2015 ansökte om asyl baserat på sin sexuella läggning. Akkad fick asyl 2016, hans asylförfarande försenades eftersom han var minderårig då

## Kommer ut
År 2017 gick Akkad med på att vara förlovad med en tjej från familjen på grund av familjens press. Akkad försökte avbryta och skjuta upp bröllopsceremonin, men han misslyckades. Till slut bestämde sig Akkad för att lägga upp en livevideo på Facebook där han tillkännagav sin sexuella läggning. Videon riktades endast till hans familj, men videon drogs tillbaka och publicerades på många arabiska sidor och grupper och fick hundratusentals visningar inom en vecka. Den 24 juli 2017 streamade Akkad en livevideo på Facebook och kom ut som gay efter att ha fruktat att hans familj skulle tvinga honom att gifta sig med en kvinna mot hans vilja. Videon delades på olika arabiska sociala kanaler, eftersom det var första gången som en homosexuell syrisk man offentligt uttryckte sin sexuella läggning i en video med sitt riktiga namn och ansikte.
Akkad blev mobbad, förolämpad och hotad med död av araber och muslimer i Tyskland.
Den 24 juli 2020 delade Akkad en bild av sig med sin familj och meddelade officiellt att de accepterade hans sexuella läggning och att de älskar honom villkorslöst och förklarar också seger över seder, traditioner och samhälle. Detta foto anses också vara det första av sitt slag med en arabisk familj som offentligt accepterar sin homosexuella sons sexuella läggning.

## Aktivism i Tyskland
Under de följande åren har Akkad gett intervjuer i främst tyska och arabiska medier om sina erfarenheter och sina politiska åsikter, och sa att han inte vill stanna i Tyskland på grund av hoten han fick.
Han deltog i Metoo-rörelsen och medgav att han utsatts för sexuella trakasserier och uppmanade människor att delta i kampanjen och uttala sig.
Akkad arbetade med Atheist Refugee Relief Organization i Tyskland och hjälpte många flyktingar och gick med dem vid prideparaden i Köln 2019 iförd niqab för att stödja kvinnor som tvingas bära den i Saudiarabien och i Mellanöstern.
Akkad lade upp en video med HBTQ-flaggan framför en moské i Tyskland under pridemånaden 2020 och han visade solidaritet med homosexuella i Mellanöstern och islamiska länder, där homosexualitet är olagligt och kan straffas med döden.

## Politiska åsikter
Akkad identifierar sig som sekulär och stöder principen om separation av staten från religiösa institutioner, och har hjälpt många ateistiska flyktingar i Mellanöstern i Tyskland.
Hans historia nämndes under Förbundsdagen för mänskliga rättigheter under den federala regeringssessionen 2020 av den tyske filosofen David Berger efter att Instagram förbjöd hans konto eftersom han var homosexuell och hoten han utsattes för.
Akkad och hans familj har också varit starka motståndare till den syriska regimen efter att Akkads svägerska sköts och dödades 2012, vilket ledde till att hans bror tog avstånd från armén. Familjen tvingades att fly från landet efter hårt tryck från al-Assads myndigheter.
Akkad uppmuntrade till utvisning av flyktingar som inte integrerar sig i det tyska samhället och inte respekterar lagen och konstitutionen. Han stödde den tyska regeringens beslut att deportera syriska flyktingar som begått brott mot Syrien och uppmuntrade till att deportera anhängare av den syriska regimen. Han kritiserade den tyska regeringens politik när det gäller hanteringen av flykting- och integrationslagar.